# Zaniah
Zaniah (eta Virginis) is een ster in het sterrenbeeld Maagd (Virgo).
Door een telescoop gezien lijkt eta Virginis (η Virginis) een enkelvoudige ster maar bedekkingen door de maan laten zien dat het hier om een zeer nauw drievoudig stelsel gaat waarvan twee componenten slechts 0,5 AE van elkaar af staan met een derde ster verder weg. Op een tweetal graden noord-volgend ten opzichte van η Virginis is SS Virginis te vinden. Dit is een typische koolstofster, en daarmee een van de meest roodkleurige sterren waarneembaar met amateurtelescopen.